# Cabera graciosa
Cabera graciosa là một loài bướm đêm trong họ Geometridae.